# Хауърд Фаст
Хауърд Мелвин Фаст (на английски: Howard Melvin Fast) (11 ноември 1914 г. – 12 март 2003 г.) е американски романист и телевизионен сценарист. Фаст също пише под псевдонимите Е.В. Кънингам и Уолтър Ериксън.

## Биография

### Ранни години
Фаст е роден в Ню Йорк. Майка му Ида (по баща Милър) е британска еврейка имигрант, а баща му Барни Фаст е украински евреин имигрант, който съкращава името си от Фастовски при пристигането си в Америка. Когато майка му умира през 1923 г. и баща му остава безработен, най-малкият брат на Хауърд, Джулиъс, отива да живее при роднини, докато той и по-големият му брат, Джеръм, продават вестници. Хауърд приписва ранното си ненаситно четене на работа на непълен работен ден в обществената библиотека на Ню Йорк.
Фаст започва да пише в ранна възраст. Докато пътува на автостоп и обикаля железопътни линии из страната, за да си намери странна работа, той написва първия си роман „Две долини“, публикуван през 1933 г., когато е на 18 години. Първата му популярна творба е „Гражданинът Том Пейн “, измислен разказ за живота на Томас Пейн. Винаги проявяващ интерес към американската история, Фаст също написва The Last Frontier (за опита на индианците шайени да се завърнат в родната си земя и който вдъхновява филма от 1964 г. Cheyenne Autumn) и Freedom Road (за живота на бившите роби по време на Реконструкцията).
Романът „Пътят на свободата“ е базиран на истинска история и е превърнат в едноименен минисериал с участието на Мохамед Али, който в рядка актьорска роля играе Гидиън Джаксън, бивш роб през 1870 г. в Южна Каролина, който е избран в САЩ Хаус и се бори с Ку Клукс Клан и други расистки организации, за да запазят земята, за която са се грижили през целия си живот.

### Принос към конституционализма
Фаст е автор на известната книга „Защо петата поправка?“ есе. Това есе обяснява подробно целта на Петата поправка към Конституцията на Съединените американски щати. Фаст ефективно използва контекста на Red Scare, за да илюстрира целта на „Петото“.

### Кариера
Бързо прекарва Втората световна война, работейки с Службата за военна информация на Съединените щати, пишейки за Гласът на Америка. През 1943 г. той се присъединява към Комунистическата партия на САЩ и през 1950 г. е извикан пред Комитета на Камарата за неамерикански дейности; в показанията си той отказва да разкрие имената на сътрудниците на фонд за дом за сираци на американски ветерани от Испанската гражданска война (една от сътрудниците е Елинор Рузвелт) и е осъден на три месеца затвор за неуважение на Конгреса.
Докато е във федералния затвор „Мил Пойнт“, Фаст започва да пише най-известната си творба, „Спартак“, роман за въстание сред римските роби. Попаднал в черния списък на големите издателства след освобождаването си от затвора, Фаст е принуден сам да публикува романа. Той е успешен и преминава през седем отпечатвания през първите четири месеца от публикуването. (Според Фаст в неговите мемоари са отпечатани 50 000 копия, от които 48 000 са продадени.)
Впоследствие той създава Blue Heron Press, което му позволява да продължи да публикува под собственото си име през целия период докато е в „черния списък“. Точно както производството на филмовата версия на Спартак (излязла през 1960 г.) се смята за крайъгълен камък в разбиването на черния списък на Холивуд, преиздаването на романа на Фаст от Crown Publishers през 1958 г. ефективно слага край на неговия собствен черен списък в американската издателска индустрия.
През 1952 г. Фаст се кандидатира за Конгреса на от листата на Американската лейбъристка партия. През 50-те години той също работи за комунистическия вестник, Daily Worker. През 1953 г. е удостоен със Сталинската награда за мир. По-късно през това десетилетие Фаст къса с Партията по въпросите на условията в Съветския съюз и Източна Европа, особено след доклада на Никита Хрушчов „ За култа към личността и неговите последици “ на закрито заседание на 20-ия конгрес на Комунистическата партия на Съветския съюз през февруари 1956 г., заклеймявайки култа към личността и диктатурата на Йосиф Сталин, и съветската военна намеса за потушаване на Унгарската революция от 1956 г. през ноември. В автобиографичния си труд, озаглавен „Голият бог: писателят и комунистическата партия“, публикуван през 1957 г., той пише: „ Имаше злото в това, за което мечтаехме като комунисти: ние приехме най-благородните мечти и надежди на човечеството за наше кредо; злото, което направихме, беше да приемем деградацията на собствените си души – и тъй като ние предадохме в себе си, в собственото си партийно съществуване, всички най-добри и най-ценни придобивки и свободи на човечеството – защото направихме това, ние предадохме човечеството и Комунистическата партия се превърна в предмет на унищожение.
В средата на 50-те години Фаст се премества със семейството си в Тенек, Ню Джърси. През 1974 г. Фаст и семейството му се преместват в Калифорния, където той пише телевизионни сценарии, включително телевизионни програми като „Как беше спечелен Западът“. През 1977 г. той публикува The Immigrants, първата от поредица от шест части от романи.
През 1948 г. писателят Хари Барнард обвинява Фаст в нарушаване на авторски права, като го обвини, че е „заимствал щедро“ от биографията на Барнард на Джон Питър Алтгелд за собствената си книга за Алтгелд, The American. Бързо се уреди за $7 500 ($93 725 в долари от 2022 г.). Неговият издател също се съгласи да преиздаде книгата на Барнард.

### Личен животи смърт
Фаст се жени за първата си съпруга Бет Коен на 6 юни 1937 г. Децата им са Джонатан и Рейчъл. Бет умира през 1994 г. По време на брака, Фаст има връзка през 50-те години с Изабел (Даудън) Джонсън, бивша съпруга на Лестър Коул и по-късно съпруга на Алгер Хис. През 1999 г. той се жени за Мерседес О'Конър, която го надживява. Мерцедес довежда трима сина на брака.
Синът на Фаст Джонатан Фаст, самият писател, е женен за писателката Ерика Джонг; тяхната дъщеря е експертът Моли Джонг-Фаст. Писателят Юлиус Фаст е негов по-малък брат.
Фаст почива в дома си в Олд Гринуич, Кънектикът.

## Награди
- Сталинска (Ленинска награда за мир), (1953)[10]

## Творчество

### Романи
- Две долини (1933)
- Странно вчера (1934)
- Място в града (1937)
- Замислен в свободата (1939)
- Последната граница (1941)
- Haym Solomon: Son of Liberty (1941)
- Лорд Баден-Пауъл от бойскаутите (1941)
- Романсът на един народ (1941)
- Goethals и Панамският канал (1942)
- Илюстрираната книга История на евреите (1942)
- Високият ловец (1942)
- Непобедените (1942)
- Гражданинът Том Пейн (1943)
- Пътят на свободата (1944)
- Американецът: легенда на Близкия запад (1946)
- Кларктън (1947)
- Децата (1947)
- Моите славни братя (1948)
- Гордите и свободните (1950)
- Спартак (1951) ISBN 1-56324-599-X
- Паднал ангел (1952).

#### Под псевдонима Уолтър Ериксън
- Тони и чудесната врата (1952)
- Страстта на Сако и Ванцети (1953)[11]
- Сайлъс Тимбърман (1954)[12]
- Историята на Лола Грег (1956)
- Моисей, принц на Египет (1958)
- Аферата Уинстън (1959)
- Златната река (1960)
- Априлско утро (1961)
- Мощност (1962)
- Дъщерята на Агрипа (1964)
- Торквемада (1966)

##### Серия Пресичане
- Пресичането (1971)
- Бънкър Хил (2001). Предистория
- The Hessian (1972)

##### Малки семейни серии
- Имигрантите (1977)
- Второ поколение (1978)
- Създаването (1979)
- Наследството (1981)
- Дъщерята на имигранта (1985)
- Независима жена (1997)
- Макс (1982)
- Аутсайдерът (1984)
- Вечерята (1987)
- Клетвата (1988)
- Изповедта на Джо Кълън (1989)
- Процесът на Абигейл Гудман (1993)
- Седем дни през юни (1994)
- Историята на строителя на мостове (1995)
- Изкупление (1999)
- Гринуич (2000) ISBN 0-15-100620-2

#### Романи под псевдонима Behn Boruch
- В началото: Историята на Авраам (1958)
- Патриарсите: Историята на Авраам, Исак и Яков (1959)
- Многоцветното палто: Историята на Джоузеф (1959)

#### Романи под псевдонима EV Cunningham
- Силвия (1960)
- Филис (1962)
- Алиса (1963)
- Шърли (1964)
- Хелън (1966)

- Харви крем:
  - Лидия (1964)
  - Синтия (1967)
  - Джон Гомадей и Лари Коен:
  - Пенелопа (1965), адаптиран от Пенелопа (филм)
  - Марджи (1966)

- Мистериите Масао Масуто:
  - Саманта, известна още като Случаят с разгневената актриса (1967)
  - Случаят с еднопенсовия портокал (1977)
  - Случаят с руския дипломат (1978)
  - Случаят с отровените еклери (1979)
  - Случаят с плъзгащия се басейн (1981)
  - Случаят с отвлечения ангел (1982)
  - Случаят с убития Макензи (1984)
  - Сали (1967)
  - Убиецът, който даде пистолета си (1967)
  - Мили (1973)
  - Факторът Уабаш (1986)

#### Сборници с разкази
- Патрик Хенри и килът на фрегатата и други истории за една млада нация (1945). Съдържа 12 разказа:
  - „Патрик Хенри и килът на фрегатата“
  - „Рейчъл“ (1941)
  - „Пиратът и генералът“
  - „Съседът Сам“ (1942)
  - „Конингам“
  - „The Brood“ (1939)
  - „Денят на победата“ (1943)
  - „Оцетът на Амос Тод“ (1943)
  - „Слънце на запад“ (1938)
  - „The Bookman“ (1936)
  - „Цената на свободата“
  - „Не е твърде трудно“ (1939)

- Заминаване и други истории (1949). Съдържа 19 разказа:
  - „Заминаване“ (1947)
  - „Старият вагон“ (1945)
  - „Бреговият път“
  - „Лучена супа“
  - „Епитафия за Сидни“
  - „Къде са вашите оръжия?“ (1944)
  - „Разглезете детето“ (1938)
  - „Малките хора от хълмовете“ (1948)
  - "Кой е той?
  - „Сучещото прасенце“
  - „Рикшата“ (1947)
  - „Нежната добродетел“
  - „Тъп швед“
  - „Сивият кораб“ (1946)
  - „Три красиви неща“
  - „Първата роза на лятото“
  - „Събуди се с радост“
  - „Полицейският шпионин“
  - „Тридесет сребърника“ (1949)

- Тайната вечеря и други истории (1955). Съдържа 16 разказа:
  - „Тайната вечеря“
  - „Прародителят“
  - „Видението на Хенри Дж. Бакстър“
  - „Разходка до дома“
  - „Кока Кола“
  - „Христос в Куернавака“, известен още като „Човекът, който приличаше на Исус“
  - „Силата на положителното мислене“
  - „Достойнство“
  - „Джентълмен от Мисисипи“
  - „Пътуване до Бостън“ (1949)
  - „Детето и корабът“ (1950)
  - „Неделя сутрин“
  - „Вдигнатият пиньон“
  - „Святото дете“
  - „Баща ми“
  - „Кода: Поетът във Филаделфия“

- Бързият четец на Хауърд; сборник разкази и романи (1960). Съдържа 3 романа и 21 разказа:
  - „Христос в Куернавака“, известен още като „Човекът, който приличаше на Исус“ (1955). Вече компилиран преди
  - „Рейчъл“ (1941). Вече компилиран преди
  - „Лучена супа“ (1949). Вече компилиран преди
  - „Три красиви неща“ (1949). Вече компилиран преди
  - „Първата роза на лятото“ (1949). Вече компилиран преди
  - „Къде са вашите оръжия?“ (1944 г.). Вече компилиран преди
  - „Нежната добродетел“ (1949). Вече компилиран преди
  - „Златната река“ (1960). Вече публикуван роман
  - „Съсед Сам“ (1942). Вече компилиран преди
  - „Отпътуване“ (1947). Вече компилиран преди
  - „Сивият кораб“ (1946). Вече компилиран преди
  - „Сучещото прасенце“ (1949). Вече компилиран преди
  - „Старият Сам Адамс (Три приказки)“
  - „Пътуване до Бостън“ (1949). Вече компилиран преди
  - „Предшественикът“ (1955). Вече компилиран преди
  - „Детето и корабът“ (1950). Вече компилиран преди
  - „Видението на Хенри Дж. Бакстър“ (1955 г.). Вече компилиран преди
  - „Децата“ (1947). Вече публикуван роман
  - „Малките хора от хълмовете“ (1948). Вече компилиран преди
  - „Кока Кола“ (1955). Вече компилиран преди
  - „Студената, студена кутия“ (1959)
  - „Голямата мравка“
  - „Пътят на свободата“ (1944). Вече публикуван роман
  - „Разглезете детето“ (1938). Вече компилиран преди
  - „На ръба на утрешния ден“ (1961). Съдържа 1 новела и 6 разказа:
  - „Първите мъже“, още известен като The Trap (1960). Новела
  - „Голямата мравка“ (1960). Вече компилиран преди
  - „На времето и котките“ (1959)
  - „Марсианецът Катон“ (1960)
  - „Студената, студена кутия“ (1959). Вече компилиран преди
  - „Марсианският магазин“ (1959)
  - „The Sight of Eden“ (1960)

- Ловецът и капанът (1967). Съдържа 1 новела и 1 разказ:
  - „Ловецът“
  - Първите мъже, още известен като The Trap (1960). Новела вече е публикувана преди

- Генералът уби ангел (1970). Съдържа 9 разказа:
  - „Генералът застреля ангел“
  - „Мишката“ (1969)
  - „Видението на Милти Бойл“
  - „Mohawk“
  - „Раната“
  - „Утрешният Wall Street Journal“
  - „Интервалът“
  - „Къщата на филма“
  - „Насекомите“

- Докосване на безкрайността (1973). Съдържа 13 разказа:
  - „Обръчът“ (1972)
  - „Цената“
  - „Въпрос на размер“
  - „Дупката в пода“
  - „Професията на генерал Харди“
  - „Покажи кауза“
  - „Не с гръм и трясък“
  - „Талантът на Харви“
  - „Умът на Бог“
  - „НЛО“
  - „Кефес 5“
  - „Прагматичното семе“
  - „Яйцето“

- Времето и загадката: тридесет и една дзен истории (1975). Съдържа 1 новела и 30 разказа:
  - „НЛО“ (1973). Вече компилиран преди
  - „Дупката в пода“ (1973). Вече компилиран преди
  - „Професията на генерал Харди“ (1973). Вече компилиран преди
  - „Спор за Ехиномасус“
  - „Утрешният Уолстрийт Джърнъл“ (1970). Вече компилиран преди
  - „Въпрос на размер“ (1973). Вече компилиран преди
  - „Show Cause“ (1973). Вече компилиран преди
  - „Марсианският магазин“ (1959). Вече компилиран преди
  - „Прагматичното семе“ (1973). Вече компилиран преди
  - „Първите мъже“, още известен като The Trap (1960). Новела вече е публикувана преди
  - „Обръчът“ (1972). Вече компилиран преди
  - „The Cold, Cold Box“ (1959). Вече компилиран преди
  - „Талантът на Харви“ (1973). Вече компилиран преди
  - „Раната“ (1970). Вече компилиран преди
  - „Генералът уби ангел“ (1970). Вече компилиран преди
  - „Цената“ (1973). Вече компилиран преди
  - „Видението на Милти Боил“ (1970). Вече компилиран преди
  - „Марсианецът Катон“ (1960). Вече компилиран преди
  - „Не с гръм и трясък“ (1973). Вече компилиран преди
  - „Къщата на филма“ (1970). Вече компилиран преди
  - „Цефес 5“ (1973). Вече компилиран преди
  - „На времето и котките“ (1959). Вече компилиран преди
  - „Интервалът“ (1970). Вече компилиран преди
  - „Яйцето“ (1973). Вече компилиран преди
  - „Насекомите“ (1970). Вече компилиран преди
  - „Гледката на Едем“ (1960). Вече компилиран преди
  - „Умът на Бога“ (1973). Вече компилиран преди
  - „Mohawk“ (1970). Вече компилиран преди
  - „Мишката“ (1969). Вече компилиран преди
  - „Голямата мравка“ (1960). Вече компилиран преди
  - „Ловецът“ (1967). Вече компилиран преди

- The Call of Fife and Drum: Three Novels of the Revolution (1987). Съдържа 3 вече публикувани романа:
  - (1942)
  - „Замислен в свободата“ (1939)
  - „Гордите и свободните“ (1950)

#### Кратки разкази
Несъбрани разкази.
- „Гневът на пурпура“ (1932)
- „Штокада“ (1936)
- „Докато танцуват“ (1937)
- „Откупът на розата“ (1937)
- „Отвъд войната“ (1937)
- „Мъжете трябва да се бият“ (1938)
- „Момиче и генералът“ (1938)
- „Момиче с жълта коса“ (1938)
- „Роди се дете“ (1938)
- „Весели господа“ (1938)
- „Империята на учителя“ (1939)
- „Жена на мъж“ (1939)
- „Завинаги“ (1939)
- „Жена на президента“ (1939)
- „Последната нощ“ (1939)
- „Любовен марш в полунощ“ (1940)
- „Защото той ми вярваше“ (1940)
- „Да се ожениш за непознат“ (1940)
- „Командоси от Нова Гвинея“ (1942)
- „Въздушна база“ (1942)
- „Американски моряк“ (1942)
- „Медицинска сестра на Батаан“ (1942)
- „Историята на Слим“ (1942)
- „Преди зазоряване“ (1942)
- „Как Юанг умря за Китай“ (1943)
- „Новинар от първа линия“ (1943)
- „Потопени от японски бомби!“ (1943)
- „Спасяване в Сингапур“ (1943)
- „Очаквайте се за гмуркане!“ (1943)
- „Нещо трябваше да се каже“ (1943)
- „Морски на Гуадалканал“ (1943)
- „Въздушна база в джунглата“ (1943)
- „Сивият капитан на кораба“ (1943)
- „Комари срещу слонове“ (1943)
- „Ceiling Zero over Kiska“ (1943)
- „Приятелска ръка да му помогне...“ (1943)
- „Един кораб беше изгубен“ (1943)
- „Пристанище в Арктика“ (1943)
- „Нова надежда – от небето!“ (1943)
- „Детройт в пустинята“ (1943)
- „Бягството на яйчената черупка“ (1943)
- „Редник Скот и оста“ (1943)
- „Томитата“ получиха специална доставка“ (1943)
- „Едночленен флот“ (1944)
- „Кой е Исус Христос?“ (1944)
- „Пиратът и генералът“ (1945)
- „Галантният кораб“ (1946)
- „Сивият корабен екипаж“ (1946)
- „By Broken Pike, Iron Chain“ (1946)
- „Мистър Линкълн“ (1947)
- „Спомените на Сидни“ (1950)
- „Дете е изгубено“ (1950)
- „Спартак [от роман на Хауърд Фаст]“ (1951)
- „Протестът“ (1954)
- „Лола Грег“ (1956)

#### Поеми
- Never to Forget: The Battle of the Warsaw Ghetto (1946, с Уилям Гропър ), Ню Йорк?, Книга Братски орден на Лигата на еврейските народи, IWO
- На Назим Хикмет (1950)
- Октомврийска революция (1950 г.)
- Корейска приспивна песен (1951 – 1952)
- Поет във Филаделфия (1954)

#### Други произведения
- Четирима братя ергени (1936?, с Рей Бар)
- Минет (1936, с Рей Бар). Непубликуван
- Сбогом Димитриос (1950). Непубликуван
- Чукът (1950)
- Тридесет сребърника (1954)
- Генерал Вашингтон и водната вещица (1956)
- Голият Бог (1958 – 1959). Непубликуван
- Анабел (1960). Непубликуван
- Пресичането (1962). Непубликуван
- Хълмът (1964)
- Приключенията на Нат Лав (197?). Непубликуван
- Лъвче (1978)
- Дейвид и Пола (1982)
- Гражданинът Том Пейн (1986)
- Второ пришествие (1991)
- Романистът (1992)

#### Статии
- Историята на един американец. Вито Маркантонио (1946 г.)
- Първи май 1947 (1947), Ню Йорк, Обединен първомайски комитет
- Три имена за фашисти (1947)
- Криза № 1 (1951)
- Криза № 2 (1951)
- Криза № 3 (1951)
- Първи май 1951 (1951) [17]
- Испания и мир (1951), [18] Ню Йорк, Съвместен антифашистки бежански комитет
- Отворено писмо до съветските писатели (1957)

#### Автобиографии
- Голият бог: Писателят и комунистическата партия (1957)
- Being Red (1990), Бостън, Houghton Mifflin

#### Биографии
- Невероятният Тито: Човек на часа (1944), [19] Ню Йорк, Magazine House

#### Есета
- Литература и реалност (1951)
- Война и мир: Наблюдения за нашето време (1990)

#### Ръководства
- Изкуството на дзен медитацията (1977)

#### История
- Историята на евреите в Съединените щати (1942)
- Тито и неговият народ (1944)
- Бен Дейвис върви по пътя на свободата (1945)
- Интелектуалците в борбата за мир (1949), [20] Ню Йорк: Маси и мейнстрийм
- Peekskill USA (1951), Ню Йорк, Конгрес за граждански права
- Евреите: Историята на един народ (1968) ISBN 0-440-34444-1

## Филмография
- Рейчъл и непознатият (1948), базиран на новелата от 1941 г. „Рейчъл“.
- Спартак (1960), базиран на романа „Спартак“ от 1951 г.
- Man in the Middle (1963), базиран на романа от 1959 г. „The Winston Affair“ .
- Cheyenne Autumn (1964), вдъхновен от романа от 1941 г. „The Last Frontier“ (както и„Cheyenne Autumn“ на Mari Sandoz )
- Мираж (1965), базиран на романа Fallen Angel от 1952 г., първоначално публикуван под псевдонима Уолтър Ериксън.
- Freedom Road (1979) (минисериал), базиран на романа от 1944 г. „Freedom Road“.
- April Morning (1987), базиран на романа от 1961 г. „April Morning“ .